# Avacha Sinus
L'Avacha Sinus è una struttura geologica della superficie di Titano.